# Не се сърди, човече (филм, 1985)
„Не се сърди, човече“ е български игрален филм (драма) от 1985 година на режисьора Ивайло Тренчев, по сценарий на Кирил Топалов. Оператор е Светослав Мечкуевски. Музиката във филма е композирана от Димитър Бояджиев.

## Сюжет
Сложните психологически и морални отношения между една майка и изоставения от нея син. С чистотата на детското възприятие и надеждата да са отново заедно той тласка майка си към чувството за вина. Но скрупулите, в края на краищата, вземат връх у нея и оказват въздействие, равно на бездушието...

## Актьорски състав
- Димитър Джумалиев – Ачи
- Стефан Бояджиев – Жоро
- Ива Димитрова – Мира
- Цветана Манева – Майчето
- Ирен Кривошиева – Ани
- Иван Дервишев – Динов
- Мария Каварджикова – Директорката
- Наум Шопов – Владов
- Румена Трифонова – Елена
- Невена Симеонова – Владова
- Велика Коларова – Гена
- Явор Милушев – Огнян
- Иван Кавалджиев
- Михаела Методиева